# Joseph Wiedeberg

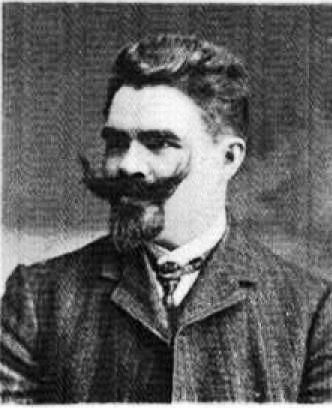
Joseph Wiedeberg

Joseph Wiedeberg (* 18. Dezember 1872 in Kleinitz, Kreis Grünberg in Schlesien; † 31. August 1932 in Berlin) war ein deutscher Gewerkschafter und Politiker der Zentrumspartei.

## Leben
Nach dem Besuch der Volksschule erlernte er das Maurerhandwerk. Bis in das Jahr 1900 war er in diesem Beruf tätig.
Wiedeberg war einer der Mitbegründer der christlichen Gewerkschaftsbewegung in Berlin. Bei der Gründungsversammlung des Zentralverbandes christlicher Bauhandwerker und Bauhilfsarbeiter Deutschlands im Jahr 1899 wurde er zum Vorsitzenden gewählt. Ab 1900 war er hauptberuflich für die Gewerkschaft tätig.
Bei der Reichstagswahl von 1907 wurde Wiedeberg für die Zentrumspartei zum Abgeordneten für den Wahlkreis Arnsberg 7/Soest-Hamm gewählt. In dem mehrheitlich evangelischen Wahlkreis gewann die Zentrumspartei nur diese eine Reichstagswahl, weil die Sozialdemokraten bei der Stichwahl zwischen dem nationalliberalen Kandidaten Westermann und Wiedeburg zur Wahl des Zentrumskandidaten aufriefen.